# 280-289
De jaren 280-289 (van de christelijke jaartelling) zijn een decennium in de 3e eeuw.

## Belangrijke gebeurtenissen

### China
- 280 : Het Koninkrijk Wu houdt op de bestaan. China wordt verenigd door Jin-dynastie.

### Romeinse Rijk
- 282 : Keizer Probus wordt vermoord en wordt opgevolgd door Marcus Aurelius Carus.
- 283 : Carus leidt een oorlog tegen de Sassaniden, maar sterft. Hij wordt opgevolgd door zijn zonen, Carinus en Numerianus.
- 284 : Op de terugtocht van de Perzische veldtocht sterft Numerianus. Diocletianus volgt hem op.
- 285 : Slag bij de Margus. Diocletianus verslaat Carinus en wordt zo alleenheerser.
- 285 : Omdat het rijk te groot is om alleen te regeren, benoemt Diocletianus, Maximianus tot Caesar. Diocletianus bestuurt het oosten vanuit Nicomedia en Maximianus het westen vanuit Milaan.
- 286 : De Carausiaanse opstand. Carausius roept zichzelf uit tot keizer. Gallië en Britannia scheuren zich af van het Romeinse Rijk. De Salische Franken maken van de situatie gebruik om hun gebied uit te breiden.
- 286 : Maximianus wordt uitgeroepen tot medekeizer.
- 287 : Diocletianus en Bahram II sluiten vrede. Beiden komen overeen dat Tiridates III mag regeren over het Koninkrijk Armenië.
- 289 : De vloot van Maximianus gaat ten onder in een poging Britannia ter heroveren op tegenkeizer Carausius.

## Belangrijke personen
- Diocletianus
- Maximianus

<< · 280 · 281 · 282 · 283 · 284 · 285 · 286 · 287 · 288 · 289 · >>
<< · 200-209 · 210-219 · 220-229 · 230-239 · 240-249 · 250-259 · 260-269 · 270-279 · 280-289 · 290-299 · >>